# Espeletia hartwegiana
Espeletia hartwegiana es una especie de frailejón, endémica de los páramos de la Cordillera Central de los Andes, de Colombia.

## Descripción
Es una roseta caulescente que alcanza hasta 4 m de altura. Tallos delgados, con inflorescencias de igual longitud que las hojas y capitulescencias de flores color amarillo.

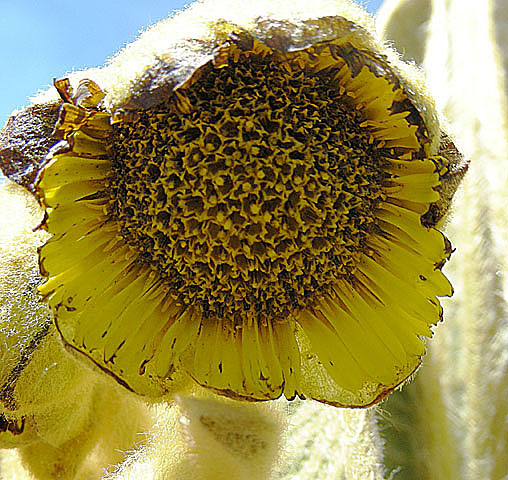